# Kernebider
Kernebideren (Coccothraustes coccothraustes) er en fugleart i finkefamilien. Fuglen yngler i Europa og i et bælte gennem Asien til Stillehavet. Den er cirka 19 centimeter lang og er med en vægt på 50-60 gram en af de største finker. Kernebiderens store næb er ideelt til at knuse eksempelvis kirsebærkerner, hvilket udgør et vigtigt fødeemne. I Danmark er kernebideren en ret almindelig ynglefugl især i ældre, parkagtige løvskove. Det er en sky fugl, der mest opholder sig i trækronerne.
Trods sin beskedne vægt kan kernebideren trykke næbbet sammen med en kraft på 35-40 kilo.

## Udseende og stemme
Kernebideren måler 18-20 centimeter og vejer 50-60 gram. Hannen og hunnen ligner hinanden. Dog har hannen kraftigere farver. Hunnen har et stort gråt felt på vingen, dannet af grå armsvingfjer, hvor hannens er helt sorte.
Hannen har rustbrun isse og kinder. Panden er grålig og nakken grå. Omkring øjet findes et sort felt, der fortsætter ned i en lille sort hagesmæk. Ryggen er mørkebrun, mens overgumpen er rustbrun ligesom det centrale par styrefjer i halen. De øvrige styrefjer er sorte, og alle er hvide i spidsen. Vingedækfjerene er hvidgrå til rustbrune og danner et tydeligt vingebånd. Svingfjerene har metalglans og er blåsorte med et hvidt felt på inderfanen. De inderste svingfjer har i spidsen en udadsvungen spids. Undersiden er gråbrun med rødt anstrøg på nær undergumpen, der er hvid.
Næbbet er gråblåt om sommeren og gulligt om vinteren.

### Stemme
Lokkekaldet er et karakteristisk kort, tørt tsik, der kan minde om lyden, når to sten slås mod hinanden. Sangen består af kaldeagtige lyde i et lyst toneleje, for eksempel "tsik viz siih...!".

## Forekomst
Kernebideren yngler især i ældre, parkagtige løvskove eller blandskove, mens den er meget sjælden i rene nåleskove. Nogle steder yngler den desuden i parker eller større haver. Uden for ynglesæsonen danner kernebideren sjældent større flokke, men ses oftest parvis eller i små grupper.
Arten er i Danmark en ret almindelig standfugl eller strejffugl, men kan i nogle egne være sjældnere. Den ses desuden som en ret almindelig træk- og vintergæst fra Skandinavien.

## Ynglebiologi
Kernebideren yngler ofte i løse kolonier. Reden bygges især af hunnen højt i et løvtræ. Den består yderst af kviste og inderst af rodtrævler og hår. De oftest 4-5 grågrønne æg med brune og grå pletter lægges med 2-3 dages mellemrum i maj måned. Hunnen udruger æggene i løbet af 12-14 dage og fodres i denne tid af hannen. Ungerne fodres dels med insekter, dels med frø. I en engelsk undersøgelse bestod 70 % af føden af egeviklerens (Tortrix viridana) larver, mens resten var frø. Efter 12-13 dage forlader ungerne reden og begynder at følge forældrene rundt i trækronerne.

## Føde
Kernebideren er specialiseret i at fortære kerner fra træer med stenfrugter. Frugterne plukkes enten direkte på træet eller samles på jorden i vinterhalvåret, når frugtkødet er rådnet bort. Dens føde består især af frø fra kirsebær, mirabel, slåen, blomme, hæg, tjørn, avnbøg, taks, ahorn og ask. Om foråret tager den også knopper og senere også insekter og deres larver.

## Etymologi
Det videnskabelige slægtsnavn Coccothraustes kommer af græsk og betyder "kerneknuser". Kernebider regnes normalt for den eneste art i slægten Coccothraustes, men der findes andre fuglearter, hvor "kernebider" indgår i navnet, både blandt de andre finker og blandt kardinalerne (Cardinalidae). Et eksempel er aftenkernebider (Hesperiphona vespertina).
- Det mest karakteristiske træk ved kernebideren er dens enorme næb.
- Kernebider fra Kazakhstan.
- Kernebiderens æg.